# Dienis Fonwizin
Dienis Iwanowicz Fonwizin (ros. Денис Иванович Фонвизин; ur. 3 kwietnia?/14 kwietnia 1745 w Moskwie; zm. 1 grudnia?/12 grudnia 1792 w Petersburgu) rosyjski satyryk i komediopisarz; przedstawiciel Oświecenia; twórca wierszowanych satyr i komedii obyczajowych.
Jako syn właściciela ziemskiego otrzymał staranne wykształcenie i wstąpił do służby państwowej. 
W swojej pierwszej komedii "Brygadier" (1769) skrytykował niski poziom kształcenia i niemoralność zarówno urzędników jak i drobnej szlachty. Wyśmiał również galomanię młodego pokolenia.

## Literatura
- Barbara Gobrecht: Analyse heutiger Rezeptionsbedingungen europäischer Erfolgskomödien aus dem 18. Jahrhundert. Besonders des Jeu de l'amour et du hasard von Marivaux. Frankfurt am Main u.a.: Lang 1995. (= Europäische Hochschulschriften; Reihe 13, Französische Sprache und Literatur; 203) ISBN 3-631-48519-0.
- Peter Hiller: D. I. Fonvizin und P. A. Plavil'scikov. Ein Kapitel aus der russischen Theatergeschichte im 18. Jahrhundert. München: Sagner 1985. (=Slavistische Beiträge; 189) ISBN 3-87690-324-6.
- Marvin Kantor: Dramatic works of D. I. Fonvizin. Bern u.a.: Lang 1974. ISBN 3-261-01425-3
- Charles A. Moser: Denis Fonvizin. Boston: Twayne Publishers 1979. (= (Twayne's world authors series; 560; Russia) ISBN 0-8057-6402-X.
- Reuel K. Wilson: The literary travelogue. A comparative study with special relevance to Russian literature from Fonvizin to Pushkin. The Hague: Nijhoff 1973.
- Erhard Hexelschneider: Europa und Rußland in zeitgenössischen Reiseberichten von Fonwisin bis A. Turgenjew in: Russland & Europa. Historische und kulturelle Aspekte eines Jahrhundertproblems Rosa Luxemburg-Verein, Leipzig 1995 ISBN 3-929994-44-5 S. 49-64.